# Francesco Acquaviva d'Aragona
Gianantonio Davia (Nápoles, 14 de outubro de 1665 - Roma, 9 de janeiro de 1725) foi um cardeal do século XVIII

## Biografia
Nasceu em Nápoles em 14 de outubro de 1665. Da família dos duques de Atri. Filho de Giosia III Acquaviva d'Aragona, 14º duque de Atri, e Francesca Caracciolo. Sobrinho-neto do cardeal Ottavio Acquaviva d'Aragona, Jr. (1654). Tio do Cardeal Troiano Acquaviva d'Aragona (1732). Tio-avô do cardeal Pasquale Acquaviva d'Aragona (1770). Outros cardeais da família foram Giovanni Vincenzo Acquaviva d'Aragona (1542); Giulio Acquaviva d'Aragona (1570) e Ottavio Acquaviva d'Aragona, Sr. (1591). Outros cardeais da família são. Seu sobrenome também está listado como Acquaviva d'Aragonia; e como Acquaviva d'Aragona y Caracciolo.
Estudou na Universidade de Fermo, onde obteve o doutorado in utroque iure, tanto em direito canônico quanto em direito civil.
Vice-legado em Fermo. Referendário dos Tribunais da Assinatura Apostólica de Justiça e da Graça e prelado doméstico de Sua Santidade, 25 de novembro de 1688. Camareiro de honra do Papa Inocêncio XI. Vice-legado em Ferrara, 1689. Inquisidor em Malta, 12 de dezembro de 1689. Clérigo da Câmara Apostólica, 21 de maio de 1694. Núncio na Suíça, 1697; não ocupou o cargo. Prefeito dos Cubiculi de Sua Santidade, 16 de novembro de 1697.
Eleito arcebispo titular de Larissa, com dispensa por ainda não ter recebido o presbitério, em 2 de dezembro de 1697. Consagrado em 22 de dezembro de 1697, igreja de Sant' Andrea della Valle, Roma, pelo cardeal Gaspare Carpegna, vigário geral de Roma, assistido por Gregorio Gaetani d'Aragona, patriarca titular de Alexandria, e por Antonio Spinelli, bispo de Melfi e Rapolla. Na mesma cerimônia foi consagrado Giulio Piazza, arcebispo titular de Rodi, futuro cardeal. Foi núncio na Espanha de 6 de abril de 1700 a 7 de dezembro de 1706.
Criado cardeal sacerdote no consistório de 17 de maio de 1706; recebeu o gorro vermelho e o título de S. Bartolomeo all'Isola, 8 de junho de 1707. Optou pelo título de S. Cecília, 28 de janeiro de 1709. Camerlengo do Sagrado Colégio dos Cardeais, 26 de janeiro de 1711 até 2 de março de 1712. Como protetor do Reino da Espanha desde abril de 1713, foi o virtual embaixador espanhol perante a Santa Sé, participando de assuntos como o casamento do rei Filipe V da Espanha e da princesa Isabel Farnésio, em 20 de agosto de 1714; encarregado dos assuntos espanhóis desde julho de 1716. Residiu no Palácio da Espanha, em Roma. Participou do conclave de 1721, que elegeu o Papa Inocêncio XIII. Participou do conclave de 1724, que elegeu o Papa Bento XIII. Optou pela ordem dos cardeais bispos e pela sé suburbicária de Sabina, conservando em comenda o seu título, a 12 de junho de 1724.
Morreu em Roma em 9 de janeiro de 1725, às 5h, Roma. Transferido para a igreja de Santa Cecília no dia seguinte, o funeral realizou-se a 11 de janeiro de 1725, com a participação do Papa Bento XIII. Sepultado no sepulcro que construiu para si nessa mesma igreja